# 니쿠나우섬

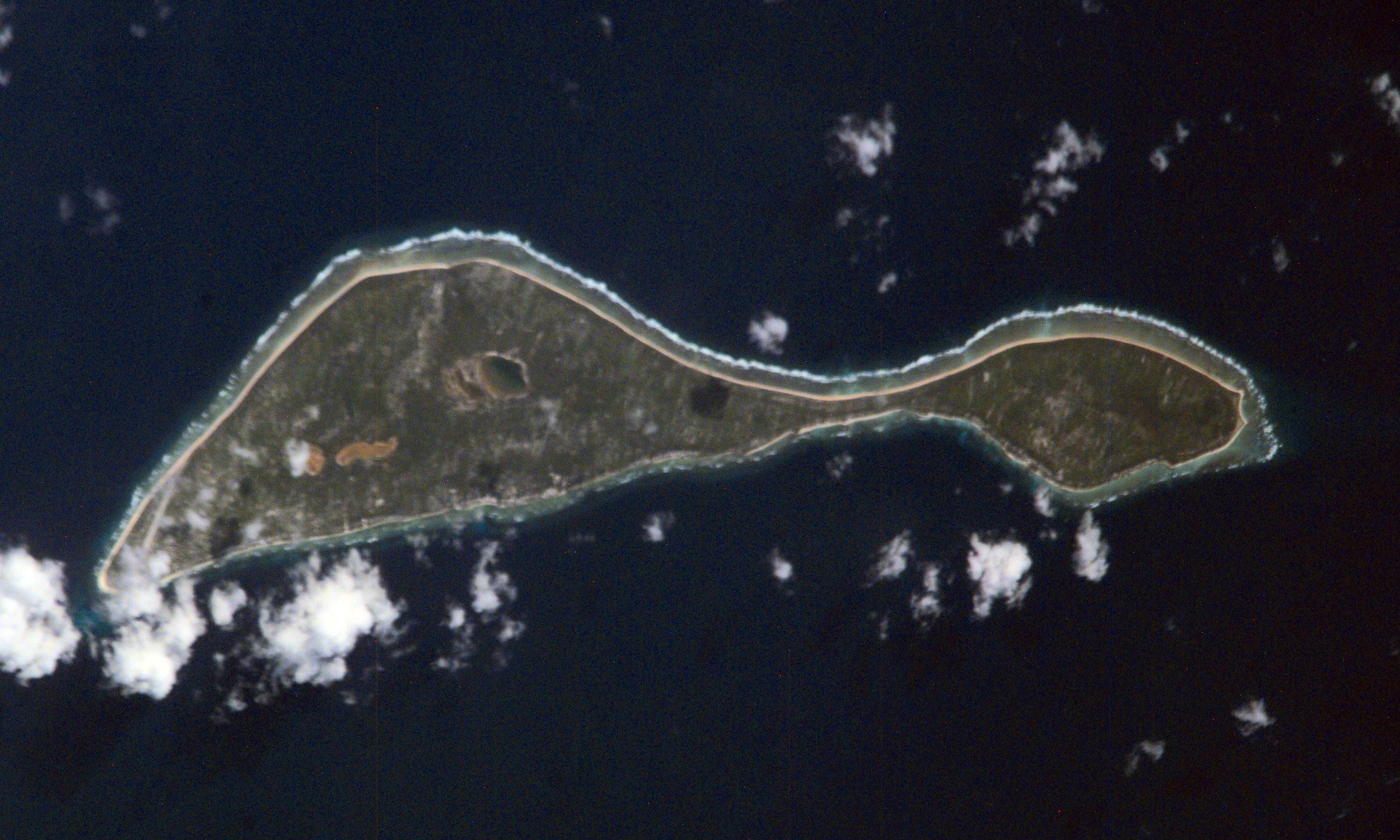
니쿠나우섬

니쿠나우섬(Nikunau)은 태평양 중서부에 위치한 키리바시의 섬으로, 길버트 제도에 속한다.